# Seeschlacht von Mylae (36 v. Chr.)
Die Seeschlacht von Mylae ereignete sich am 11. August 36 v. Chr. vor der Nordküste Siziliens. Eine Flotte Oktavians besiegte unter dem Befehl von Agrippa eine Flotte des Sextus Pompeius unter dem Befehl von Papias.

## Vorgeschichte

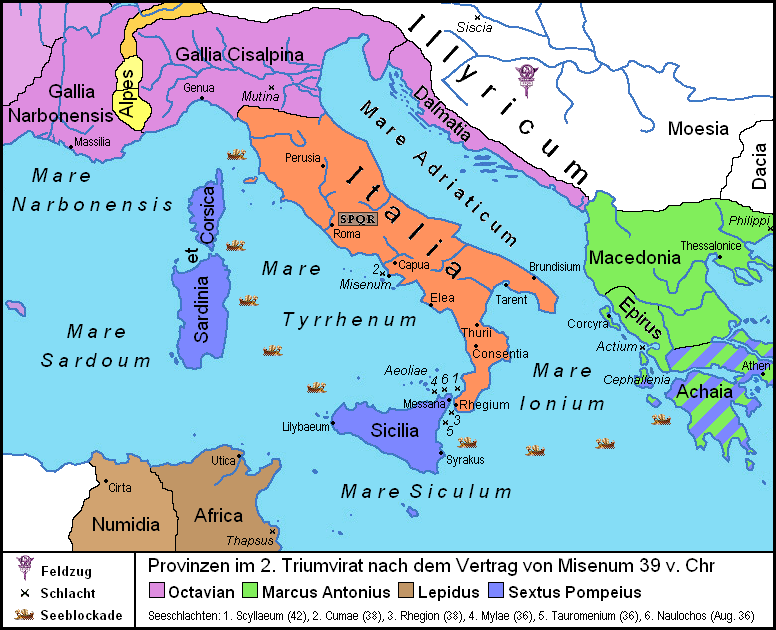
Situation 39 v. Chr.
Senat
Octavian
Marcus Antonius
Lepidus
Sextus Pompeius

Sextus Pompeius hatte sich 39 v. Chr. im Vertrag von Misenum mit dem Zweiten Triumvirat auf eine Machtverteilung geeinigt. Er beherrschte nun die Inseln Sardinien, Korsika und Sizilien und verfügte über die stärkste Flotte, mit der er einen Großteil der Seewege kontrollierte. Zu Beginn des folgenden Jahres lief dann aber sein Admiral Menodoros mit drei Legionen und 60 Schiffen zu Oktavian über und übergab ihm außerdem die Kontrolle über Korsika und Sardinien. Sextus Pompeius reagierte daraufhin mit einer Blockade der Seewege, die Rom von den wichtigen Getreidelieferungen abschnitt und schlug einen ersten Invasionversuch Oktavians zurück. Nach diesem Fehlschlag entwarf Agrippa für Oktavian einen großangelegten Invasionsplan zur Eroberung Siziliens. Hierbei sollten drei verschiedene Armeen unter der Führung von Oktavian, Statilius Taurus und Lepidus von Puteoli, Tarent und Afrika aus in Sizilien landen.

## Seeschlacht vor Mylae
Oktavian segelte im August 36 v. Chr. mit seiner Flotte zunächst nach Stromboli. Nachdem seine Späher den Eindruck hatten, dass ihm an der sizilianischen Küste die Hauptstreitmacht des Sextus Pompeius gegenüberstand, übergab er den Oberbefehl an Agrippa und eilte zurück nach Italien, um von dort mit der zweiten Invasionsarmee unter dem Befehl von Statilius Taurus in Tauromenium (Taormina) an der Nordostküste Sizilien zu landen. Agrippa segelte mit der Flotte weiter nach Hiera (Marettimo) im Westen von Sizilien und besetzte die Insel, die von Sextus’ Truppen nicht verteidigt wurde. Anschließend segelte Agrippa mit der Hälfte seiner Schiffe Richtung Osten, um eine Flotte unter Papias anzugreifen. Sextus beobachtete das Vorrücken Agrippas und schickte einen Großteil seiner Schiffe als Verstärkung zu Papias. Vor Mylae (Milazzo) trafen die beiden Flotten am 11. August aufeinander. Als Agrippa erkannte, dass er nun einer wesentlich größeren Flotte gegenüberstand, forderte er sofort die bei Hiera verbliebenen Schiffe an. Außerdem schickte er einen Boten zu Oktavian, um ihn wissen zu lassen, dass die Hauptstreitkräfte des Sextus nun bei Mylae gebunden wären.
Beide Flotten waren mit Katapulten und Türmen ausgerüstet. Die Schiffe von Sextus waren kleiner und wendiger und besaßen erfahrenere Matrosen. Agrippas Schiffe hingegen waren größer und stabiler und im Nahkampf überlegen. Papias’ Taktik bestand darin, die gegnerischen Schiffe manövrierunfähig zu machen und von ihrem Verband zu isolieren. Dabei versuchte er durch geschickte Schiffsmanöver, die Ruder der gegnerischen Schiffe zu zerstören, ohne dabei selbst geentert zu werden. Agrippas Schiffe hingegen versuchten ihre Gegner zu rammen oder sie mit Hilfe von Enterhaken und Enterbrücken (Corvus) zu erobern. Es gelang ihnen auf diese Weise das Schiff des Papias selbst zu versenken. Dieser konnte sich jedoch retten, indem er zu einem seiner benachbarten Schiffe schwamm.
Sextus Pompeius beobachtete die Schlacht vom Ufer aus. Als er erkannte, dass Agrippas Schiffe erfolgreicher agierten und zudem weitere Schiffe von Hiera kommend eintrafen, ließ er Papias einen kontrollierten Rückzug antreten. Dessen Schiffe zogen sich langsam in seichte Küstengewässer und Flussmündungen zurück, in die ihnen Agrippas Kapitäne mit ihren größeren Schiffen nicht folgen wollten und die Schlacht fand so ein Ende. Papias hatte zu diesem Zeitpunkt den Verlust von 30 Schiffen zu beklagen, Agrippa hingegen nur 5.

## Folgen
Sextus gelang es seine Schiffe unbehelligt aus den Küstengewässern abzuziehen und wieder zu einer Flotte zu vereinigen. Mit dieser segelte er von Agrippa verfolgt Richtung Osten. Durch seinen schnellen Rückzug überraschte Sextus dann Oktavian bei seiner Landung in Tauromenium und attackierte ihn erfolgreich. Oktavian selbst konnte sich nur mit knapper Not an Land retten und erlitt einen Verlust von über 60 Schiffen. Trotz dieses Erfolges konnte Sextus aber die Landung von Oktavians Truppen letztlich nicht verhindern und musste seine Flotte vor dem nachrückenden Agrippa in Sicherheit bringen. Nachdem bereits ein Großteil Siziliens von den aus Afrika und Italien übergesetzten Invasionstruppen kontrolliert wurde, kam es im September in der Bucht von Naulochos zu einer letzten großen Seeschlacht, in der Agrippa die Flotte des Sextus vernichtete.